# Ostrelj
Ostrelj (cyr. Острељ) – wieś w Czarnogórze, w gminie Bijelo Polje. W 2011 roku liczyła 106 mieszkańców.